# Absolution (nouvelle)
 (février 2024).
Si vous disposez d'ouvrages ou d'articles de référence ou si vous connaissez des sites web de qualité traitant du thème abordé ici, merci de compléter l'article en donnant les références utiles à sa vérifiabilité et en les liant à la section « Notes et références ».
Absolution (Absolution) est une nouvelle de Francis Scott Fitzgerald publiée dans The American Mercury en 1924, avant de figurer dans le recueil de nouvelles All the Sad Young Men (1926).

## Historique
Dans une lettre destinée à Maxwell Perkins, F. Scott Fitzgerald affirme que le récit de cette nouvelle devait, dans un premier temps, être le prologue de son roman Gatsby le Magnifique (1925). En 1934, dans une autre lettre, l'écrivain précise qu'il a éliminé le prologue du roman, qui devait raconter une partie du passé de Gatsby, afin de consolider le mystère entourant son héros. Absolution est donc devenue une simple nouvelle, entièrement détachée du roman, notamment par la modification du nom des personnages.

## Résumé
Rudolph Miller, un jeune garçon de onze ans, s'invente souvent un alter ego appelé Blatchford Sarnemington. Élevé dans la religion catholique, l'enfant, un jour, se rend à confesse et avoue au Père Schwartz ce qu'il croit est un terrible péché. 
Dans un flashback, Rudolph se trouve de nouveau avec le Père Schwartz à une précédente confession. L'enfant révèle alors qu'il a cru ne pas être le fils de ses parents. En outre, il a dit de gros mots avec deux garçons et une fille dans une grange. Et c'est tout. Or, le père veut savoir s'il ne s'est rien passé de plus grave ce jour-là, dans la grange. Devant le déni de Rudolph, il lui demande s'il ment. L'enfant répond qu'il ne ment jamais. Or, alors que le père procède à l'absolution, Rudolph s'aperçoit qu'il vient, par cette affirmation, de commettre un péché mortel: il a menti dans le confessionnal ! Impossible pour lui de communier le lendemain, et pour éviter de le faire, il veut faire croire aux siens qu'il a bu de l'eau, ce qui le rendra inapte à recevoir l'hostie. Quand son père le surprend dans la cuisine pendant la nuit, l'enfant perd la tête et affirme qu'il n'a pas bu d'eau, alors qu'il vient de laisser bien en vue un verre humide pour faire croire le contraire. 
De retour dans le temps présent, Rudolph confesse maintenant son ancien mensonge et l'invention de Blatchford Sarnemington. Le Père Schwartz entame alors un discours moralisateur propre à terrifier l'enfant qui, pourtant, entrevoit que derrière cette prédication se trouve, quelque part, un monde ineffablement somptueux qui n'a rien à voir avec Dieu. À ce moment précis, le Père Schwartz s'effondre et Rudolph, effrayé, s'enfuit en hurlant. Peu après, l'enfant remarque des jeunes filles, marchant langoureusement sur un chemin qui longe des champs de blé où travaillent de beaux gaillards.